# Dimitri Leonidas
Dimitri Leonidas (Brent, 14 novembre 1987) è un attore britannico.

## Biografia
Nato e cresciuto a Londra da padre greco-cipriota (il padre è nativo dell'isola) e madre britannica. Ha tre sorelle; Stephanie e Georgina sono entrambe attrici, Helena lavora come insegnante.
Inizia la sua carriera nel 2001, all'età di 14 anni, partecipando ad un episodio della serie televisiva Casualty. Dal 2001 al 2004 ha recitato nella serie televisiva Grange Hill, venendo accreditato come Shane Leonidas. Continua la sua gavetta televisiva  partecipando a Doctors, Metropolitan Police e Holby City.
Dal 2008 viene accreditato con il suo nome di nascita e partecipa al film horror Tormented. Nel 2010 interpreta un legionario nel film Centurion. Nel 2011 appare nell'episodio Il complesso di Dio della sesta stagione di Doctor Who. Nel 2012 interpreta il ruolo di Anwar nella serie televisiva Sinbad, cancellata dopo una sola stagione.
Nel 2014 fa parte del cast del film di George Clooney Monuments Men.

## Filmografia

### Cinema
- Tormented, regia di Jon Wright (2009)
- Centurion, regia di Neil Marshall (2010)
- Animals, regia di Marçal Forés (2012)
- Monuments Men (The Monuments Men), regia di George Clooney (2014)
- Rosewater, regia di Jon Stewart (2014)
- Renegades - Commando d'assalto (Renegades), regia di Steven Quale (2017)

### Televisione
- Casualty – serie TV, 1 episodio (2001)
- Grange Hill – serie TV, 59 episodi (2001-2004)
- Metropolitan Police – serie TV, 2 episodi (2002-2005)
- Holby City – serie TV, 1 episodio (2007)
- Doctors – serie TV, 1 episodio (2007)
- Banged Up Abroad – serie TV documentario, 1 episodio (2008)
- Hustle - I signori della truffa – serie TV, 1 episodio (2011)
- Doctor Who – serie TV, 1 episodio (2011)
- Sinbad – serie TV, 12 episodi (2012)
- Killing Jesus – film TV (2015)
- Riviera – serie TV, 20 episodi (2017-2019)
- La coppia quasi perfetta (The One) – serie TV, 8 episodi (2021)
- Fondazione (Foundation) – serie TV, 7 episodi (2023)
- Masters of the Air – miniserie TV, puntata 5 (2024)
- Those About to Die, regia di Roland Emmerich e Marco Kreuzpaintner – miniserie TV, 9 puntate (2024)

## Doppiatori italiani
Nelle versioni in italiano delle opere in cui ha recitato, Dimitri Leonidas è stato doppiato da:
- Emiliano Coltorti in Riviera
- Manuel Meli in Renegades - Commando d'assalto
- Davide Perino in Monuments Men
- Marco Baroni in Centurion
- Massimo Triggiani in La coppia quasi perfetta
- Emanuele Ruzza in Those About to Die